# Shelby Flint
 (juillet 2021).
La mise en forme du texte ne suit pas les recommandations de Wikipédia : il faut le « wikifier ».
Les points d'amélioration suivants sont les cas les plus fréquents :
- Les titres sont pré-formatés par le logiciel. Ils ne sont ni en capitales, ni en gras.
- Le texte ne doit pas être écrit en capitales (les noms de famille non plus), ni en gras, ni en italique, ni en « petit »…
- Le gras n'est utilisé que pour surligner le titre de l'article dans l'introduction, une seule fois.
- L'italique est rarement utilisé : mots en langue étrangère, titres d'œuvres, noms de bateaux, etc.
- Les citations ne sont pas en italique mais en corps de texte normal. Elles sont entourées par des guillemets français : « et ».
- Les listes à puces sont à éviter, des paragraphes rédigés étant largement préférés. Les tableaux sont à réserver à la présentation de données structurées (résultats, etc.).
- Les appels de note de bas de page (petits chiffres en exposant, introduits par l'outil «  Source ») sont à placer entre la fin de phrase et le point final[comme ça].
- Les liens internes (vers d'autres articles de Wikipédia) sont à choisir avec parcimonie. Créez des liens vers des articles approfondissant le sujet. Les termes génériques sans rapport avec le sujet sont à éviter, ainsi que les répétitions de liens vers un même terme.
- Les liens externes sont à placer uniquement dans une section « Liens externes », à la fin de l'article. Ces liens sont à choisir avec parcimonie suivant les règles définies. Si un lien sert de source à l'article, son insertion dans le texte est à faire par les notes de bas de page.
- La présentation des références doit suivre les conventions bibliographiques. Il est recommandé d'utiliser les modèles {{Ouvrage}}, {{Chapitre}}, {{Article}}, {{Lien web}} et/ou {{Bibliographie}}. Le mode d'édition visuel peut mettre en forme automatiquement les références.
- Insérer une infobox (cadre d'informations à droite) n'est pas obligatoire pour parachever la mise en page.

Pour une aide détaillée, merci de consulter Aide:Wikification.
Si vous pensez que ces points ont été résolus, vous pouvez retirer ce bandeau et améliorer la mise en forme d'un autre article.
Shelby Flint, née le 17 septembre 1939, est une auteure-compositrice-interprète américaine qui a eu deux hits du top 100, Angel on My Shoulder en 1961 et Cast Your Fate to the Wind en 1966; une adaptation de la pièce de jazz du même nom de Vince Guaraldi.

## Carrière
Son single I Will Love You est apparu dans le Top 100 Variety TIPS (Tune Index of Performance and Sales) en 1961. Elle a été chanteuse dans plusieurs films dont Breezy, Snoopy, Come Home (1972), avec le thème de Lila Tu te souviens de moi ? et Les Aventures de Bernard et Bianca de Walt Disney Productions. Parmi les chansons qu'elle a interprétées pour Bernard et Bianca, Someone's Waiting for You a été nommée pour l'Oscar de la meilleure chanson originale en 1977.
Dans une interview d'avril 1995, Joni Mitchell a rappelé que lorsqu'elle a commencé à faire le tour du circuit de micro ouvert folk, elle voulait chanter exactement comme Shelby Flint.

## Situation personnelle
Shelby Flint est née à North Hollywood, en Californie.  Elle a fréquenté des écoles publiques à Van Nuys, en Californie, dont 'Valerio Street Elementary', 'Robert Fulton Junior High School', et 'Birmingham High School', où elle a obtenu son diplôme en 1957[réf. souhaitée].

## Discographie
| Années | Single (A-side, B-side) Both sides from same album except where indicated                                   | Chart positions | Chart positions | Album                      |
| Années | Single (A-side, B-side) Both sides from same album except where indicated                                   | USA             | US AC           | Album                      |
| ------ | --- | --------------- | --------------- | -------------------------- |
| 1958   | "I Will Love You" b/w "Oh I Miss Him So"                                                                    | —               | —               | Non-album tracks           |
| 1960   | "Angel on My Shoulder" b/w "Somebody" (Non-album track) Issued twice in 1960 with different catalog numbers | 22              | —               | Shelby Flint               |
| 1961   | "I Will Love You" b/w "Every Night"                                                                         | —               | —               | Shelby Flint               |
| 1961   | "Magic Wand" b/w "A Broken Vow"                                                                             | —               | —               | Non-album tracks           |
| 1962   | "The Riddle Song" b/w "I Love a Wanderer" (Non-album track)                                                 | —               | —               | Shelby Flint               |
| 1962   | "Ugly Duckling" b/w "The Boy I Love"                                                                        | —               | —               | Non-album tracks           |
| 1963   | "Little Dancing Doll" b/w "It Really Wouldn't Matter"                                                       | 103             | —               | Non-album tracks           |
| 1964   | "Wonderland" b/w "Pipes for Keith"                                                                          | —               | —               | Non-album tracks           |
| 1964   | "I've Grown Accustomed to His Face" b/w "Our Town"                                                          | —               | —               | Cast Your Fate to the Wind |
| 1965   | "Angel on My Shoulder" b/w "I Will Love You"                                                                | —               | —               | Cast Your Fate to the Wind |
| 1965   | "Joy in the Morning" b/w "Lonely Cinderella"                                                                | —               | —               | Non-album tracks           |
| 1966   | "Bluebird" b/w "What's New Pussycat" (Non-album track)                                                      | —               | —               | Cast Your Fate to the Wind |
| 1966   | "Cast Your Fate to the Wind" b/w "The Lily"                                                                 | 61              | 11              | Cast Your Fate to the Wind |
| 1973   | "Breezy's Song" B-side by Michel Legrand: "Walking on the Beach"                                            | —               | —               | "Breezy" soundtrack        |